# カルロス・モニエル
カルロス・アルベルト・モニエル・トーレス（Carlos Alberto Monier Torres, 2001年4月17日 - ）は、キューバ出身のプロ野球選手（外野手・育成選手）。右投右打。中日ドラゴンズ所属。

## 経歴

### 来日前
2022年に、キューバ国内リーグのアビスパス・デ・サンティアーゴ・デ・クーバでデビューした。
2023年11月3日に、中日ドラゴンズと育成契約を結んだことが発表された。背番号は220。推定年俸は1000万円。

### 中日時代
2024年はウエスタン・リーグで50試合に出場。打率.200、3打点という成績だった。

## 詳細情報

### 背番号
- 220（2024年[6] - ）